# レオナルド・ジ・マトス・クルス
レオ・マトス（Léo Matos）ことレオナルド・ジ・マトス・クルス（ポルトガル語: Leonardo de Matos Cruz、1986年4月2日 - ）は、ブラジルの元サッカー選手。現役時代のポジションはDFまたはMF。

## クラブ歴
CRフラメンゴの下部組織からオリンピック・マルセイユに加入し選手となったが、出場機会はなくフラメンゴに期限付き移籍し選手デビューした。その後、トンベンセFCがマルセイユから買い取り、パラナ・クルーベ、フィゲイレンセFC、ヴィラ・ノヴァFCに期限付き移籍した。
2010年にFCチョルノモレツ・オデッサに加入。同クラブのロマン・フリホルチュク監督は「日々動画を見ているが、戦術と守備が向上してきている、サッカーは攻撃だけではないと考えているんだ。」と語る人物であり、同監督の下で彼も守備や戦術的な面が向上した。本職はサイドバックである彼だが、チョルノモレツ・オデッサでは右サイドのミッドフィールダーとして起用されたため、ポジションの幅が広がった。
2014年夏にFCドニプロに移籍。左サイドバックにポジションを移したがこのポジションにも適応した。UEFAヨーロッパリーグ 2014-15 決勝にも出場したが、敗れた。
2016年5月8日にドニプロの深刻な財政難が原因で放出され、30歳でPAOKテッサロニキに移籍。契約期間やメディカルチェック等の事情があり、加入はシーズン終了後となった。2016年8月18日に行われたUEFAヨーロッパリーグ 2016-17 予選プレーオフで移籍後初得点。12月11日にはギリシャ・スーパーリーグで2得点をあげた。2017年8月17日にUEFAヨーロッパリーグ 2017-18 予選プレーオフで2017-18シーズン初得点。9月30日にはリーグで同シーズン初得点をあげた。2017年10月22日には2021年夏までよりよい条件での契約延長が為されたと報じられた。12月20日にキペロ・エラーダスで得点したのを皮切りに1月6日、14日にも得点を重ねた。
2020年10月23日、CRヴァスコ・ダ・ガマに2年契約で移籍した。

## 代表歴
ブラジルU-17代表として2003 FIFA U-17世界選手権に出場した。
また、ウクライナへの帰化について言及した事がある。

## タイトル
PAOK
- キペロ・エラーダス:2016-17,2017-18,2018-19
- ギリシャ・スーパーリーグ:2018-19